# Jekaterina Bikert
Jekaterina Eduardovna Bikert (ryska: Екатерина Эдуардовна Бикерт), född 13 maj 1980 i Katjkanar i Perm oblast i Sovjetunionen (nu i Sverdlovsk oblast i 
Perm kraj i Ryssland), är en före detta rysk friidrottare som tävlarde i häcklöpning.
Bikert var i final på 400 meter häck vid olympiska sommarspelen 2004 i Aten där hon slutade sexa. Hon deltog även vid VM 2007 i Osaka men denna gång slogs hon ut redan i semifinalen. 
Hon var även i final vid Olympiska sommarspelen 2008 i Peking där hon åter slutade sexa.

## Personliga rekord
- 400 meter häck - 53,72